# Distretto di Cantagalo
Il distretto di Cantagalo è un distretto di São Tomé e Príncipe situato sull'isola di São Tomé.

## Società

### Evoluzione demografica
- 1940 7.854 (12,9% della popolazione nazionale)
- 1950 8.568 (14,2% della popolazione nazionale)
- 1960 9.758 (15,2% della popolazione nazionale)
- 1970 9.697 (13,1% della popolazione nazionale)
- 1981 10.435 (10,8% della popolazione nazionale)
- 1991 11.433 (9,7% della popolazione nazionale)
- 2001 13.258 (9,6% della popolazione nazionale)